# Элен и ребята
«Элен и ребята» (фр. Hélène et les Garçons) — французский молодёжный телесериал, показанный, помимо Франции, в Бельгии, Швейцарии, Испании, Норвегии, России и многих странах Восточной Европы в середине 1990-х годов. Является ответвлением сериала «Первые поцелуи».

## Показ в России
Премьерный показ в России стартовал на 1-м канале «Останкино» вечером в понедельник, 3 октября 1994 г. (с графиком Пн-Чт, по 1 серии в день), финишировав 5 ноября 1996 г. За 2 года показали сразу 2 части сериала «Элен и ребята» и «Грёзы любви», правда, обе части шли под названием «Элен и ребята».
После этого сериал показывали каналы REN TV, НТВ, MTV-Россия и ряд региональных телеканалов (например Подмосковье). Показ на REN TV проходил по будням в 18:30. В 19:00 начинались новости. Чтобы 24-минутные серии вместе с рекламой заканчивались ровно к 19:00, их уреза́ли. Вырезались целые сцены, отрывки из которых, однако, можно было увидеть в финальных титрах. Урезание продолжалось до смены сетки вещания, в ходе которой показ сериала перенесли на 18:15.

## Завязка сюжета
Трое 20-летних парней, Николя, Этьен и Кристиан, поступают на факультет социологии вымышленного Университета Париж XIV (фр. Universite Paris XIV). Но мечтают они не о научной карьере, а о том, что в один прекрасный день станут музыкальными суперзвёздами. И пока всё свободное от учёбы время ребята посвящают репетициям в старом гараже. Николя играет на гитаре, Этьен — на бас-гитаре, Кристиан — на ударных.
Однажды в кафе «У Альфредо» парни встречают двух девушек, Кати (Кати Андриё) и Элен (Элен Роллес). Девушки учатся на втором курсе того же факультета, у них есть «сумасшедшая» подружка-однокурсница, американка из Техаса по имени Джоанна.
Между парнями и девушками развиваются романтические отношения, и очень скоро они разбиваются по парам — Николя+Элен, Этьен+Кати, и Кристиан+Джоанна. Вскоре в музыкальную группу парней приходит четвёртый — клавишник Жозе. И подружки ребят начинают активно искать Жозе спутницу. Так образовалась пара Жозе+Бенедикт. Но через некоторое время Этьен покидает группу и уезжает в Финляндию, за девушкой, в которую влюбился. Кати не может пережить его измену и покидает Париж. Так в дружной команде появились новенькие Себастьен и Лали.
Забавные переделки и весёлые истории, в которые попадают герои, сменяются серьёзными молодёжными проблемами безопасного секса, наркотиков, сект, насилия и др.

## История создания
Сериал на экранах Франции продержался 4 сезона с 11 мая 1992 по 4 ноября 1994 года. Закрыть сериал продюсерам пришлось вынужденно, так как сюжет в одних и тех же декорациях и с одними и теми же героями себя просто исчерпал. К моменту закрытия от первоначального состава остались только Элен (главная героиня) и её приятель Николя. Было принято радикальное рискованное решение «переделать» сериал в новый с новым названием в обновлённых декорациях и с обновлённым составом.
Так в феврале 1995 на экраны вышли «Грёзы любви» (фр. Le miracle de l'amour), в которых Элен и её компания перебрались жить вместе в один большой дом, но не изменили своим привычкам посидеть в кафе, позаниматься вместе спортом и порепетировать в новом гараже. Идея с новым сериалом-продолжением оказалась удачной и на волне успеха продюсеры через 2 года решили «перевезти» героев на райский остров, где они продолжат свои приключения. Один из героев по имени Джимми выигрывает в лотерею и друзья улетают на «Каникулы любви» (фр. Les vacances de l'amour) — так называется третий сериал об Элен и её приятелях. Под райским солнцем к любовным приключениям героев добавляются детективные истории. Сочетание драмы и детектива оказалось по вкусу телезрителям и в 2011 году вышло четвёртое продолжение сериала «Элен и ребята» — «Тайны любви», в котором повзрослевшие герои вновь живут в Париже, по-прежнему любят, веселятся и решают острые жизненные проблемы.
В 2010—2011 годах выходила казахстанская адаптация сериала под названием «Асель, друзья и подруги».

## Критика
Сразу же после выхода сериал подвергся серьёзной критике со стороны прессы. В основном причиной для критики стали слишком большая нереалистичность студенческой жизни, чересчур простые и выхолощенные персонажи, которые не курят, не пьют, не ругаются. За все 280 эпизодов герои сериала ни разу не показаны на лекции или за партой; они редко занимаются или готовятся к экзаменам. Вместо учёбы девушки предпочитают идти в гимнастический зал для поддержания формы или идут в гараж к ребятам.
Журналист Globe Hebdo сравнил этот сериал с сериалом «Даллас»: «Если сериал „Даллас“ создал образ, в котором Запад — это только обалденные девушки и крутые тачки, то сериал „Элен и ребята“ преподаёт университет как место, где есть только девушки, ребята и кафешка». Никто из героев не курит и не пьёт, главные герои белые и среди них нет ни одного араба, или метиса.
Журнал Les Lettres Françaises написал, что герои сериала «идут прямо к успеху, не встречая на своём пути никаких преград, без проблем с родителями, без безработицы, без иммигрантов из Африки, без преподавателей, без людей из внешнего мира, без неблагополучных районов, без путешествий, и в конечном счёте, без будущего». Никто из актёров не стал звездой большого кино, ни в главной, ни в ролях второго плана.
Производители сериала пошли[когда?] на уступки критикам, а потому постепенно в нём стали появляться неоднозначные темы, такие как злоупотребление алкоголем, наркотики, насилие. Но это повлекло другую проблему. Телеканал TF1 отказался ставить в эфир эпизоды, содержащие сцены драки, поскольку основная аудитория сериала — подростки. В результате в эфир при первом показе не вышли две заключительные серии, а также эпизоды, где главную героиню накачивают наркотиками. В других странах (Бельгии, Швейцарии, России) эти серии показали, но с купюрами.

## В ролях
| В главных ролях (заставка)                               | В главных ролях (заставка)                | В главных ролях (заставка) | В главных ролях (заставка)                                                                                             | В главных ролях (заставка)                                                                                      | В главных ролях (заставка)                                                                         | В главных ролях (заставка) |
| Актёр                                                    | Персонаж                                  | Всего серий                | 1992 год (серии с 1 по 97)                                                                                             | 1993 год (серии с 98 по 177)                                                                                    | 1994 год (серии с 178 по 280)                                                                      | Ссылка на IMDb             |
| -------------------------------------------------------- | ----------------------------------------- | -------------------------- | --- | --- | -------------------------------------------------------------------------------------------------- | -------------------------- |
| Патрик Пьюдеба фр. Patrick Puydebat                      | Николя Вернье фр. Nicolas Vernier         | 273                        | 1-46, 50-93, 95-97 | 98-177 | 178-236, 241—280                                                                                   | Patrick Puydebat           |
| Элен Ролле (фр. Hélène Rollès)                           | Элен Жирар (фр. Hélène Girard)            | 270                        | 1-97 | 98-177 | 178-185, 192—236, 241—265, 267—280                                                                 | Hélène Rolles              |
| Филипп Вассёр (фр. Philippe Vasseur)                     | Жозе Да Сильва (фр. José Da Silva)        | 247                        | 3, 4, 6, 9-11, 14, 17, 21-25, 29-34, 36, 38-40, 42-44, 46-81, 83-93, 95-97                                             | 98-121, 126—177                                                                                                 | 178-223, 227—271, 279, 280                                                                         | Philippe Vasseur           |
| Лора Гибер (фр. Laure Guibert)                           | Бенедикт Бретон (фр. Bénédicte Breton)    | 214                        | 23, 24, 31, 32, 34, 39, 42, 44, 50, 62, 65, 69-74, 76, 78, 80, 83-97                                                   | 98-111, 113—121, 126—148, 150—177                                                                               | 178-280                                                                                            | Laure Guibert              |
| Лали Меньян (фр. Laly Meignan)                           | Лали Палей (фр. Laly Paoli)               | 211                        | 70-97 | 98-177 | 178-215, 217—280                                                                                   | Laly Meignan               |
| Себастьен Куриво (фр. Sébastien Courivaud)               | Себастьен (фр. Sébastien)                 | 208                        | 69-93, 95-97 | 98-134, 140—177                                                                                                 | 178—280                                                                                            | Sébastien Courivaud        |
| Себастьен Рош (фр. Sébastien Roch)                       | Кристиан Рокье (фр. Christian Roquier)    | 171                        | 1-93, 95-97 | 98-145, 149—175                                                                                                 | | Sébastien Roch             |
| Карин Лоллишон (фр. Karine Lollichon)                    | Натали (фр. Nathalie)                     | 161                        | 6, 7, 9, 10, 13, 15, 17, 18, 22-25, 30-34, 36, 39, 40, 44, 50-58, 60-62, 68, 70, 72, 74, 79, 84, 86, 88, 90-94, 96, 97 | 98, 99, 104, 106, 108, 110, 111, 113—117, 119—129, 131—139, 141, 142, 147, 148, 150, 152, 154—156, 165—172, 174 | 181, 183, 184, 186—198, 200—203, 207—211, 232, 235, 255, 256, 259, 260, 263—267, 270—272, 274, 275 | Karine Lollichon           |
| Рошель Редфилд (фр. Rochelle Redfield)                   | Джоанна Маккормик (фр. Johanna McCormick) | 145                        | 1-97 | 98-103, 115—141, 170—175                                                                                        | 178-182                                                                                            | Rochelle Redfield          |
| Мануэла Лопес (фр. Manuela Lopez)                        | Аделина Рокье фр. Adeline Roquier         | 123                        | | 157—177 | 178—279                                                                                            | Manuela Lopez              |
| Николя Бикьяло (фр. Nicolas Bikialo)                     | Кристоф (фр. Christophe)                  | 89                         | | 145—161, 163, 165—169, 175—177                                                                                  | 178-235, 276—280                                                                                   | Nicolas Bikialo            |
| Кати Андриё (фр. Cathy Andrieu)                          | Кэти (фр. Cathy)                          | 70                         | 1-70 | | | Cathy Andrieu              |
| Давид Пру (фр. David Proux)                              | Этьен (фр. Étienne)                       | 67                         | 1-67 | | | David Proux                |
| В главных ролях (нет в заставке)                         |                                           |                            | | | |                            |
| Линда Лакосте (фр. Lynda Lacoste)                        | Линда Карлик (фр. Linda Carlick)          | 90                         | 69-73, 78, 80, 90 | 108-111, 114, 115, 130—132, 135—138, 143, 145, 148, 150—160, 162—166, 168, 169, 172, 173, 175, 176              | 181-185, 204—211, 213—219, 221—223, 226—229, 232—234, 237—244, 257, 259                            | Lynda Lacoste              |
| Оливье Казадезю/Севестр (фр. Olivier Casadesus/Sevestre) | Оливье Лежандр (фр. Olivier Legendre)     | 80                         | | | 193-236, 241—275, 277, 279, 280                                                                    | Olivier Casadesus          |

## Эпизоды
Всего за время эфира вышло 280 эпизодов.

## Пародии
- В конце 1990-х в программе «Джентльмен-шоу» была снята вольная пародия на «Элен и ребята» — рубрика под названием «Элка и Кореша». Пародия включала в себя 19 серий. По сюжету, школьники Элка (Олег Филимонов) и Глина (Олег Школьник) беседуют на разные темы — например, обсуждают учителей, родителей, одноклассников (которых они называют по фамилиям или прозвищам — Козлюк, «Муфлон», «Натаха Шпингалет» и т. п.). В начале и конце некоторых серий Элка исполняет пародии на популярные песни (в некоторых случаях — сама, в других — вместе с Глиной).
- В программе «Раз в неделю» также была пародия на этот сериал, под названием «Элениум и ребята». В пародии были следующие персонажи: Элен (Татьяна Лазарева), Мишель (Сергей Белоголовцев), Джон (Павел Кабанов), Серж (Василий Антонов) и другие.
- В скетчкоме «Наша Казаша» фигурирует сюжетная линия молодёжной группы «Маулен и ребята». Юмор построен на музыкальных пародиях. Трое из участников «Маулена и ребят» носят имена участников оригинального сериала — «Жозе» (Нуртас Адамбаев), «Николя» (Сабит Рахимбаев) и «Кри-Кри» (Максат Мамраимов).
- 22 января 2012 в передаче ТВ-пародий «Большая разница» вышла пародия на сериал «Элен и ребята».